# Ahmet Evcimen
Ahmet Evcimen es un deportista turco que compitió en taekwondo. Ganó una medalla de plata en el Campeonato Mundial de Taekwondo de 1999 y una medalla de plata en el Campeonato Europeo de Taekwondo de 1994.

## Palmarés internacional
| Campeonato Mundial | Campeonato Mundial | Campeonato Mundial | Campeonato Mundial |
| Año                | Lugar              | Medalla            | Categoría          |
| ------------------ | ------------------ | ------------------ | ------------------ |
| 1999               | Edmonton (Canadá)  | Medalla de plata   | –62 kg             |
| Campeonato Europeo |                    |                    |                    |
| Año                | Lugar              | Medalla            | Categoría          |
| 1994               | Zagreb (Croacia)   | Medalla de plata   | –58 kg             |